# Glyptoxanthus angolensis
Glyptoxanthus angolensis is een krabbensoort uit de familie van de Xanthidae. De wetenschappelijke naam van de soort is voor het eerst geldig gepubliceerd in 1866 door Brito Capello.